# آر-7 سيميوركا
آر-7 أو كما ينطق بالأصل الروسي إر-7 سيميوركا (بالروسية: Р-7)، كان صاروخًا سوفيتيًّا طُور خلال الحرب الباردة، وهو يعد أول صاروخ باليستي عابر للقارات. انطلق الصاروخ آر-7 في 28 إطلاقًا بين 1957 و1961، لكنه لم يدخل الخدمة في القوات المسلحة السوفيتية. الاشتقاق آر-7 أيه، استخدم في القوات المسلحة السوفيتية بين 1959 و1968. عُرف الصاروخ في الاتحاد السوفيتي بالرمز المفهرس 8K71 الصادر عن المديرية الرئيسية للصواريخ والمدفعية، وعُرف في الغرب باسم نداء الناتو إس إس-6 ساب ود SS-6 Sapwood. في شكله المعدل، أطلق الصاروخ القمر الاصطناعي الأول سبوتنك 1 إلى المدار، وأصبح قاعدة لعائلة صواريخ آر-7 التي تتضمن سبوتنك، لونا، مولنيا، فوستوك، فوسخود بالإضافة إلى سايوز الذي ظهر لاحقًا. ولقب سيميوركا الذي يحمله الصاروخ، يعني السابع في اللغة الروسية.

## الوصف
الصاروخ آر-7 كان بطول 34 مترًا، وقطر 10.3 مترًا، ووزن 280 طن متري؛ وتكون من مرحلتين، يدفعه محركات صاروخية تستخدم الأكسجين السائل والكيروسين، وهو قادر على إيصال حمولة حتى ارتفاع 8800 كلم، بدقة قدرها 5 كلم. حمل الصاروخ رأسًا نوويًّا حراريًّا بقيمة 3 ميجا طن من التي إن تي. الإطلاق الابتدائي كان مدعومًا بمعززات صاروخية سائلة مركبة تشكل المرحلة الأولى، مع محرك مركزي يقدم الدفع للمرحلتين الأولى والثانية. واحتوى كل معزز صاروخي على دافعي ڤيرنيه، واحتوت المرحلة الرئيسية على أربع.

## استشهادات
1. ↑  Wade، Mark. "R-7". Encyclopedia Astronautica. مؤرشف من الأصل في 2020-03-30. اطلع عليه بتاريخ 2011-07-04.
2. ↑  "Rocket R-7". S.P.Korolev RSC Energia. مؤرشف من الأصل في 2020-03-30.